# Dark City (1998)
Dark City (prt: Dark City - Cidade Misteriosa; bra: Cidade das Sombras) é um filme realizado em co-produção por Estados Unidos e Austrália do ano de 1998, realizado por Alex Proyas.

## Enredo
Em uma cidade onde a noite é eterna, John Murdoch é perseguido por um inspetor de polícia, suspeito de assassinatos. Sem compreender bem a situação em que se encontra, devido à amnésia que o acomete, ele passa a buscar respostas aos enigmas de seu mundo, sendo ajudado pelo Dr. Daniel P. Schreber. Quanto mais próximo chega da incrível verdade, mais perigosa se torna sua situação pois se torna alvo de estranhas entidades com poderes extraordinários. 

## Elenco
- Rufus Sewell.......John Murdoch
- William Hurt.......Inspetor Frank Bumstead
- Kiefer Sutherland.......Dr. Daniel P. Schreber
- Jennifer Connelly.......Emma Murdoch
- Richard O'Brien.......Mr. Hand
- Ian Richardson.......Mr. Book
- Bruce Spence.......Mr. Wall
- Colin Friels.......Detetive Eddie Walenski
- John Bluthal.......Karl Harris
- Mitchell Butel.......Oficial Husselbeck
- Melissa George.......May
- Frank Gallacher.......Inspetor Chefe Stromboli
- Ritchie Singer.......Gerente do hotel
- Justin Monjo....... taxista
- Nicholas Bell.......Sr. Rain
- Satya Gumbert.......Sr. Sleep
- Noah Gumbert.......Sr. Sleep Filming Double
- Frederick Miragliotta.......Sr. Quick
- Terry Bader.......Sr. Jeremy Goodwin
- Rosemary Traynor.......Sra. Sylvia Goodwin

## Prémios
Dark City ganhou os seguintes prémios:
| Ano  | Prémio                                                                                      | Categoria                                                  |
| ---- | ------------------------------------------------------------------------------------------- | ---------------------------------------------------------- |
| 1998 | Bram Stoker Award[carece de fontes?]                                                        | Melhor argumento (empatado com Gods and Monsters)          |
| 1998 | Amsterdam Fantastic Film Festival — Silver Scream Award[carece de fontes?]                  |                                                            |
| 1999 | Saturn Award[carece de fontes?]                                                             | Melhor filme de fição científica (empatado com Armageddon) |
| 1999 | Brussels International Festival of Fantasy Film - Pegasus Audience Award[carece de fontes?] |                                                            |
| 1999 | Film Critics Circle of Australia Award[carece de fontes?]                                   | Melhor argumento original                                  |